# Station Sieniawa Żarska
Station Sieniawa Żarska is een spoorwegstation in de Poolse plaats Sieniawa Żarska.